# Édouard Fritch
Winfred Édouard Tereori Fritch (Papeete, 4 de enero de 1952) es un ingeniero y político francés. Se desempeñó como presidente de la Polinesia Francesa hasta 2023, siendo sucedido por Moetai Brotherson. Anteriormente, ocupó el cargo de presidente de la Asamblea de la Polinesia Francesa, desde el 12 de abril de 2007 hasta febrero de 2008, y de febrero a abril de 2009. Fritch fue copresidente de Tahoeraa Huiraatira, un partido político pro francés, hasta 2016.
Fritch se convirtió en miembro de la Asamblea de la Polinesia Francesa en 1986. Fue reelegido en 1991, 1996, 2001, 2004, 2008 y 2013.
Se desempeñó como ministro en el gobierno polinesio varias veces desde 1984 hasta 2011. Desde 1995 hasta 2005, y nuevamente desde 2009 hasta 2011, fue vicepresidente del gobierno.
Desde 2000 hasta 2008, fue alcalde de Pirae, sucediendo a su suegro Gaston Flosse. Perdió las elecciones en 2008, pero sigue siendo concejal municipal.